# Menologio

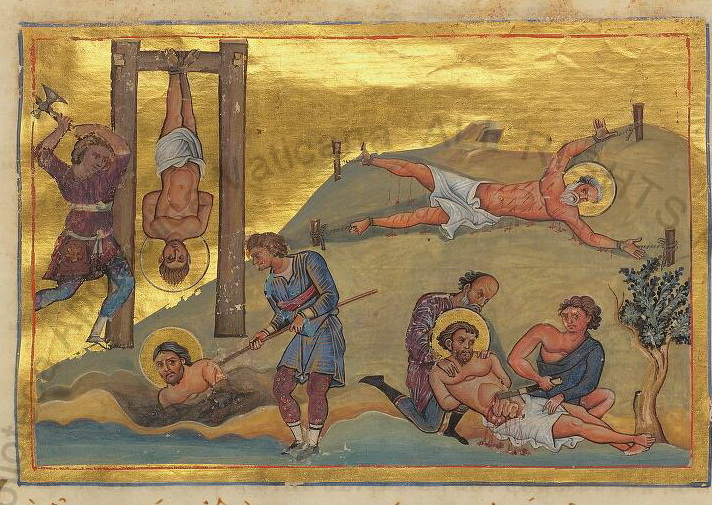
Martirio de Eusebio, Eutiquio, Basilio y Nicomedes, miniatura del Menologio de Basilio II, Biblioteca Vaticana

Menologio (del griego μηνολόγιον, de μήν, «mes» y λόγιον, «catálogo»; latín menologium), también escrito menologion y menologe, es una colección de libros usados en la Iglesia ortodoxa y las Iglesias católicas orientales, que siguen el rito bizantino.
A partir de su derivación del griego μηνολόγιον, menológion, de mén «un mes», por medio del latín menologium, su significado literal el de «conjunto de mes», en otras palabras, es un libro organizado según los meses. Al igual que un buen número de otros términos litúrgicos (por ejemplo, leccionario), la palabra se ha utilizado en varios sentidos muy distintos.
Se refiere principalmente a una colección de detalladas vidas de santos (vitae) dispuestas en una secuencia de meses según las fechas de las respectivas fiestas y conmemoraciones en las Iglesias orientales ortodoxas y católicas. El término se utiliza con frecuencia como sinónimo de «Menaion» (pl. Menaia). Los Menaia, normalmente en doce volúmenes—uno por cada mes—pero a veces encuadernados en tres, forman un libro de oficios que, en la Iglesia ortodoxa, se corresponde aproximadamente con el Proprium Sanctorum del Breviario latino. Incluye todos los propios (partes variables) de las misas relacionadas con la conmemoración de los santos y, en particular, los cánones que se cantan en el Orthros (Maitines y Laudes), incluyendo los sinaxarios (por ejemplo, el Menologio de Basilio II), es decir, las vidas de los santos del día, que se insertan siempre entre la sexta y la séptima oda del canon. Los sinaxarios se leen en este lugar de forma muy parecida a como se interpola el martirologio del día en el rezo coral de la Prima en los oficios católicos.
En arte, un menologio es un libro con un catálogo de santos y mártires ordenado por meses, propio del cristianismo ortodoxo; es el equivalente del martirologio católico. Uno de los más importantes por la calidad de sus miniaturas es el Menologio de Basilio II, del siglo X u xi, actualmente en la Biblioteca Vaticana.